# Makoua (distrikt)
Makoua är ett distrikt i Kongo-Brazzaville. Det ligger i departementet Cuvette, i den centrala delen av landet, 500 km norr om huvudstaden Brazzaville.